# Classic Brugge-De Panne 2025 (Frauen)
Classic Brugge-De Panne 2025 war die 8. Austragung dieses Straßenrennens für Frauen. Das Rennen fand am 27. März statt, einen Tag nach dem gleichnamigen Männer-Rennen, und war Teil der UCI Women’s WorldTour 2025.

## Teilnehmende Mannschaften
| UCI Women's WorldTeams (15)- Lidl-Trek - Team SD Worx-Protime - Fenix-Deceuninck - AG Insurance-Soudal Team - Team Visma \| Lease a Bike - Canyon//SRAM zondacrypto - Ceratizit Pro Cycling Team - FDJ-Suez - Human Powered Health - Liv AlUla Jayco - Movistar Team - Roland - Team Picnic PostNL - UAE Team ADQ - Uno-X Mobility UCI Women's ProTeams (4)- Arkéa-B&B Hotels Women - Cofidis Women Team - St Michel-Preference Home-Auber93 - VolkerWessels Women's Pro Cycling Team UCI Women's Continental Teams (4)- Lotto Ladies - DD Group Pro Cycling - VELOPRO-Alphamotorhomes - Team Coop-Repsol |
| |

## Streckenführung
Die Streckenführung war quasi identisch zum Vorjahr. Der Start erfolgte auf dem Großen Markt von Brügge, die Neutralisierung endete außerhalb der Stadt bei der Abtei Zevenkerken. Ein flacher Parcours von 67 km Länge führte die Fahrerinnen bis zum Küstenort De Panne und von dort auf eine 43 km lange Schlussrunde, die zweimal im Uhrzeigersinn befahren wurde. Diese führte entlang der Kusttram nach Koksijde, dann ins Landesinnere nach Veurne und durch die Moeren, eine flache, für ihre Windverhältnisse bekannte Gegend nahe der französischen Grenze.

## Rennverlauf und Ergebnis
Millie Couzens und Elena Pirrone bildeten in der ersten Rennhälfte die Ausreißergruppe, erhielten aber geringen Vorsprung und wurden bereits 40 km vor dem Ziel wieder eingeholt. Der nächste Versuch von Cat Ferguson blieb ebenso aussichtslos, so dass ein großes Peloton zum Zielsprint kam. Diesen gewann Lorena Wiebes mit einer Radlänge vor Chiara Consonni, die Vorjahressiegerin Elisa Balsamo wurde Dritte.
| \| Gesamtwertung \| Gesamtwertung \| Gesamtwertung \| Gesamtwertung \| Gesamtwertung \| \| Fahrerin \| Fahrerin \| Land \| Team \| Zeit \| \| ------------- \| --------------------- \| ------------- \| -------------------------- \| --------------- \| \| 1. \| Lorena Wiebes \| Niederlande \| SD Worx-Protime \| 3 h 42 min 13 s \| \| 2. \| Chiara Consonni \| Italien \| Canyon//SRAM zondacrypto \| + 0 s \| \| 3. \| Elisa Balsamo \| Italien \| Lidl-Trek \| + 0 s \| \| 4. \| Georgia Baker \| Australien \| Liv AlUla Jayco \| + 0 s \| \| 5. \| Lara Gillespie \| Irland \| UAE Team ADQ \| + 0 s \| \| 6. \| Nienke Veenhoven \| Niederlande \| Team Visma \\| Lease a Bike \| + 0 s \| \| 7. \| Linda Zanetti \| Schweiz \| Uno-X Mobility \| + 0 s \| \| 8. \| Valentine Fortin \| Frankreich \| Cofidis \| + 0 s \| \| 9. \| Mylène de Zoete \| Niederlande \| Ceratizit Pro Cycling Team \| + 0 s \| \| 10. \| Kathrin Schweinberger \| Österreich \| Human Powered Health \| + 0 s \| |                       |             |                            |                 |
| |                       |             |                            |                 |
| Quelle: ProCyclingStats |                       |             |                            |                 |
| Gesamtwertung |                       |             |                            |                 |
| Fahrerin | Fahrerin              | Land        | Team                       | Zeit            |
| 1. | Lorena Wiebes         | Niederlande | SD Worx-Protime            | 3 h 42 min 13 s |
| 2. | Chiara Consonni       | Italien     | Canyon//SRAM zondacrypto   | + 0 s           |
| 3. | Elisa Balsamo         | Italien     | Lidl-Trek                  | + 0 s           |
| 4. | Georgia Baker         | Australien  | Liv AlUla Jayco            | + 0 s           |
| 5. | Lara Gillespie        | Irland      | UAE Team ADQ               | + 0 s           |
| 6. | Nienke Veenhoven      | Niederlande | Team Visma \| Lease a Bike | + 0 s           |
| 7. | Linda Zanetti         | Schweiz     | Uno-X Mobility             | + 0 s           |
| 8. | Valentine Fortin      | Frankreich  | Cofidis                    | + 0 s           |
| 9. | Mylène de Zoete       | Niederlande | Ceratizit Pro Cycling Team | + 0 s           |
| 10. | Kathrin Schweinberger | Österreich  | Human Powered Health       | + 0 s           |